# Ladra
Ladra (deutsch Ladrach) ist ein Ort in Slowenien, er liegt in der Gemeinde Kobarid (deutsch Karfreit, italienisch Caporetto) am linken Ufer der Soča (deutsch Sontig, italienisch Isonzo) in der Region Primorska, dem ehemaligen habsburgischen Kronland Österreichische Küstenlande (Litorale).

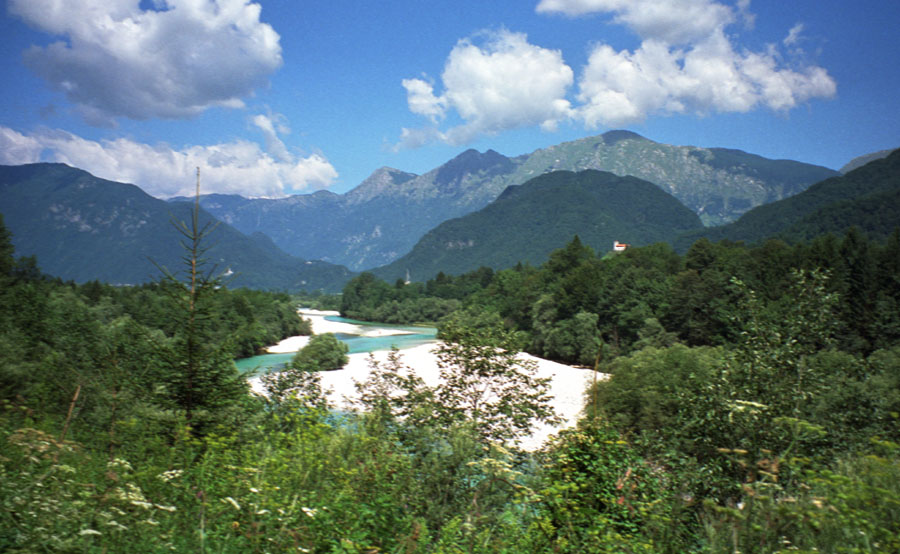
Tal der Soča bei Kobarid